# Скрипун ільмовий
Скрипун ільмовий (Saperda punctata) — вид жуків родини вусачів (Cerambycidae).

## Поширення
Вид поширений в Центральній та Південній Європі, на півночі Африки, на Кавказі та в Закавказзі. Присутній у фауні України.

## Опис
Тіло завдовжки 11-18 мм. Голова, передньоспинка і надкрила зеленкуватого кольору. Є чотири чорні плями на передньоспинці та по шість чорних плям на кожному надкрилі.

## Спосіб життя
Дорослих жуків можна зустріти з травня по серпень. Активні вночі. Личинки живляться мертвою деревиною у стовбурах або великих гілках в'язів (Ulmus), рідше дубів (Quercus) та верби (Salix). Личинки прогризають ходи під корою і в поверхневих шарах заболоні, де і зимують.